# أوندربانكن
أوندربانكن Onderbanken  بلدية بمقاطعة ليمبورخ، هولندا.

## طوبوغرافيا
خريطة طوبوغرافية هولندية لبلدية أوندربانكن، يونيو 2015، (تقرأ بعد ثلاث نقرات على الخريطة)